# Mariano Azuela Rivera
Mariano Azuela Rivera (Lagos de Moreno, Jalisco, 15 de marzo de 1904-Ciudad de México, 7 de marzo de 1993) fue un jurista y político mexicano, que fue ministro de la Suprema Corte de Justicia de la Nación de 1951 a 1958 y de 1960 a 1973. Entre 1958 y 1960 fue senador por el estado de Jalisco como miembro del Partido Revolucionario Institucional (PRI).

## Biografía
Fue hijo del médico y escritor Mariano Azuela y de su esposa Carmen Rivera Torre. Contrajo matrimonio con María de los Dolores Güitrón Maechen, su hijo Mariano Azuela Güitrón fue también ministro y presidente de la Suprema Corte de Justicia de la Nación.
Realizó sus estudios básicos en Lagos de Moreno y en Guadalajara, y luego en la Escuela Nacional Preparatoria en la Ciudad de México. Posteriormente ingresó en la Escuela Nacional de Jurisprudencia de la Universidad Nacional Autónoma de México (UNAM) de donde egresó el 31 de octubre de 1928 como licenciado en Derecho, titulándose con la tesis «La crisis de la democracia en México».
En 1930 ingresó a la docencia en la misma Escuela Nacional de Jurisprudencia como profesor interino y en 1935 recibió el nombramiento de titular. Durante más de 30 años impartió cátedra de la materia de Garantía y Amparo. Laboró en el departamento Jurídico de la entonces Secretaría de Agricultura y Fomento.
En 1937 es nombrado magistrado del Tribunal Fiscal de la Federación, que llegó a presidir y en cuya función permaneció hasta el año de 1951. Ese año el presidente Miguel Alemán Valdés lo nombró ministro supernumerario de la Suprema Corte de Justicia de la Nación, siendo aprobandos por el Senado y rindiendo protesta el 27 de febrero de ese mismo año. Quedó adscrito a la entonces Sela Auxiliar, de que fue presidente en 1955. Renunció al cargo de ministro el día 1 de abril de 1958, para ser postulado candidato del PRI a Senador por el estado de Jalisco en primera fórmula.
Resultó elegido como Senador para el periodo de 1958 a 1964 que correspondería a las Legislaturas XLIV y XLV. Sin embargo el 21 de abril de 1960 el presidente Adolfo López Mateos lo nombró ministro numerario de la Suprema Corte de Justicia inicialmente con carácter de interino susituyendo a Mario G. Rebolledo, el mismo día la Comisión Permanente del Congreso de la Unión lo aprobó y le tomó protesta, aunque su licencia formar al cargo de Senador fue aprobada hasta el 2 de septiembre del mismo año. Quedó integrado en la Tercera Sala y en 1963 fue su presidente.
Solcitó su retiro voluntario, que aprobado por el Senado, fue efectivo el 1 de abril de 1972. Ya en retiro, de 1979 a 1981 fue director del Instituto de Especialización Judicial de la Suprema Corte de Justicia. Falleció en la Ciudad de México el 7 de marzo de 1993.